# Dernier Recours (film)
Pour les articles homonymes, voir Dernier Recours et Last Man Standing.
Pour plus de détails, voir Fiche technique et Distribution.
Dernier Recours ou Le Mercenaire au Québec (Last Man Standing) est un film américain réalisé par Walter Hill, sorti en 1996. Il s'agit d'un remake du film japonais Le Garde du corps d'Akira Kurosawa sorti en 1961.
Le film reçoit à sa sortie des critiques plutôt négatives et ne rencontre pas le succès au box-office.

## Synopsis
1932. Durant la prohibition, des bootleggers de Chicago font régner la terreur à Jericho, petite ville du Texas. Deux gangs s'affrontent pour le contrôle du trafic d'alcool : les Irlandais (dirigés par Doyle) contre les Italiens (dirigés par Strozzi). De passage à Jericho, le mystérieux John Smith (Bruce Willis) approche une jeune femme, Felina. Il subit alors les représailles du clan Doyle. Il utilise alors la maîtresse de Strozzi, Lucy, pour monter un gang contre l'autre. Lorsque Doyle sort sa carte maîtresse, un tueur redoutable (Christopher Walken), la guerre devient violente. Mais qui est réellement Smith ?

## Fiche technique
Sauf indication contraire, les informations mentionnées dans cette section peuvent être confirmées par la base de données cinématographiques IMDb,  présente dans la section « Liens externes ».
- Titre français : Dernier Recours
- Titre québécois : Le Mercenaire
- Titre original : Last Man Standing
- Réalisation : Walter Hill
- Scénario : Walter Hill, d'après Le Garde du corps écrit par Ryūzō Kikushima et Akira Kurosawa
- Musique : Ry Cooder
- Photographie : Lloyd Ahern II (en)
- Montage : Freeman A. Davies
- Décors : Gary Wissner
- Costumes : Dan Moore
- Production : Walter Hill et Arthur M. Sarkissian (en)
- Sociétés de production : Eclipse Catering, Lone Wolf et New Line Cinema
- Sociétés de distribution : Metropolitan Filmexport/Warner Bros. (France), New Line Cinema (États-Unis)
- Budget : 67 millions de dollars
- Pays de production :  États-Unis
- Format : Couleurs - 2,35:1 - Dolby Digital / SDDS - 35 mm
- Genre : action, thriller et historique
- Durée : 101 minutes
- Dates de sortie : 
  - États-Unis : 20 septembre 1996
  - France : 5 mars 1997
- Classification :
  - États-Unis : R « for pervasive strong violence and some sexuality »[2].
  - France : interdit aux moins de 12 ans lors de sa sortie.

## Distribution
- Bruce Willis (V. F. : Patrick Poivey ; V. Q. : Mario Desmarais) : John Smith
- Christopher Walken (V. F. : Patrick Floersheim ; V. Q. : Benoît Marleau) : Hickey
- Bruce Dern (V. F. : Pierre Dourlens ; V. Q. : Ronald France) : le shérif Ed Galt
- David Patrick Kelly (V. F. : Mario Santini ; V. Q. : Yvon Thiboutot) : Doyle
- William Sanderson (V. F. : Marc Alfos ; V. Q. : François Sasseville) : Joe Monday
- Karina Lombard : Felina
- Ned Eisenberg (V. F. : Hervé Bellon ; V. Q. : Luis de Cespedes) : Fredo Strozzi
- Alexandra Powers (V. F. : Martine Irzenski ; V. Q. : Marie-Andrée Corneille) : Lucy Kolinski
- Michael Imperioli (V. F. : Renaud Marx ; V. Q. : Gilbert Lachance) : Giorgio Carmonte
- Ken Jenkins (V. F. : Jean-Pierre Moulin ; V. Q. : Yves Massicotte) : le capitaine Tom Pickett
- R. D. Call (V. Q. : Hubert Gagnon) : Jack McCool
- Ted Markland : Député Bob
- Leslie Mann (V. F. : Déborah Perret ; VQ : Lisette Dufour) : Wanda
- Patrick Kilpatrick (V. F. : Daniel Lafourcade ; VQ : Pierre Auger) : Finn
- Luis Contreras (en) : le commandant Ramirez
- Lin Shaye : Madame

## Production

### Genèse et développement
Arthur Sarkassian approche le réalisateur Walter Hill pour réaliser un remake du film japonais Garde du corps d'Akira Kurosawa (1961). Walter Hill a longtemps hésité car il trouve que l'idée de refaire un film d'Akira Kurosawa est assez insensée et surtout que le film original était très bon. Walter Hill se laisse finalement convaincre quand il apprend que Kurosawa est d'accord pour un remake américain de son film. Alors que New Line Cinema voulait initialement en faire un film de science-fiction, Walter Hill accepte cependant d'écrire et de réaliser le film à une seule condition : que le film ne soit pas un remake sous forme de western, comme le remake non officiel Pour une poignée de dollars de Sergio Leone, sorti en 1964. Walter Hill décide d'en faire un film de gangsters situé dans les années 1930 et reprenant certains codes du film noir. Il déclare par ailleurs que son film est une « adaptation libre » plutôt qu'un remake.
Durant la production, le titre du film Gundown et Jericho.

### Attribution des rôles
Pour le rôle de Hickey, Walter Hill voulait James Remar, qu'il avait déjà dirigé dans Les Guerriers de la nuit (1979) et 48 heures (1982). Le studio a préféré Christopher Walken.

### Tournage
Le tournage a eu lieu en Californie (Saugus, Santa Clarita), Nouveau-Mexique (Galisteo) et au Texas (El Paso).

### Musique
Elmer Bernstein est initialement engagé mais Walter Hill n'est pas satisfait par son travail. Il est alors remplacé par Ry Cooder.

## Sortie et accueil

### Critique
Le film reçoit des critiques plutôt négatives. Sur l'agrégateur américain Rotten Tomatoes, il récolte 37 % d'opinions favorables pour 30 critiques et une note moyenne de 5,14⁄10.

### Box-office
Le film est un échec commercial aux États-Unis avec seulement 18 115 927 dollars de recettes pour un budget estimé à 67 millions de dollars. Pour les recettes mondiales, le film n'a pas réussi à dépasser son budget avec 47 267 001 dollars. En France, le film a fait 302 101 entrées.